# العلاقات المغربية النيوزيلندية
العلاقات المغربية النيوزيلندية هي العلاقات الثنائية التي تجمع بين المغرب ونيوزيلندا.

## مقارنة بين البلدين
هذه مقارنة عامة ومرجعية للدولتين:
| وجه المقارنة                                              | المغرب                                 | نيوزيلندا                                              |
| --------------------------------------------------------- | -------------------------------------- | ------------------------------------------------------ |
| المساحة (كم2)                                             | 710.85 ألف                             | 268.02 ألف                                             |
| عدد السكان (نسمة)                                         | 36.07 مليون                            | 4.24 مليون                                             |
| الكثافة السكانية (ن./كم²)                                 | 50.74                                  | 15.82                                                  |
| العاصمة                                                   | الرباط                                 | ويلينغتون، أوكلاند                                     |
| اللغة الرسمية                                             | اللغة العربية، أمازيغية معيارية مغربية | لغة إنجليزية، اللغة الماورية، لغة الإشارة النيوزيلندية |
| العملة                                                    | درهم مغربي                             | دولار نيوزيلندي، الجنيه النيوزيلندي                    |
| الناتج المحلي الإجمالي (بليون دولار)                      | 109.14 مليار                           | 205.85 مليار                                           |
| الناتج المحلي الإجمالي (تعادل القوة الشرائية) بليون دولار | 274.06 مليار                           |                                                        |
| الناتج المحلي الإجمالي الاسمي للفرد دولار أمريكي          | 2.88 ألف                               |                                                        |
| الناتج المحلي الإجمالي للفرد دولار أمريكي                 | 7.49 ألف                               |                                                        |
| مؤشر التنمية البشرية                                      | 0.628                                  | 0.914                                                  |
| رمز المكالمات الدولي                                      | +212                                   | +64                                                    |
| رمز الإنترنت                                              | .ma                                    | .nz                                                    |
| المنطقة الزمنية                                           | ت ع م+01:00                            | ت ع م+13:00، ت ع م+12:00                               |

## منظمات دولية مشتركة
يشترك البلدان في عضوية مجموعة من المنظمات الدولية، منها:
| علم المنظمة | اسم المنظمة                               | تاريخ انضمام المغرب | تاريخ انضمام نيوزيلندا |
| ----------- | ----------------------------------------- | ------------------- | ---------------------- |
|             | مؤسسة التنمية الدولية                     | 29 ديسمبر 1960      | 1 أكتوبر 1974          |
|             | يونسكو                                    | 7 نوفمبر 1956       | 4 نوفمبر 1946          |
|             | وكالة ضمان الاستثمار متعدد الأطراف        | 17 سبتمبر 1992      | 22 أبريل 2008          |
|             | الأمم المتحدة                             | 12 نوفمبر 1956      | 24 أكتوبر 1945         |
|             | الفريق المعني برصد الأرض                  | ?                   | ?                      |
|             | الاتحاد البريدي العالمي                   | ?                   | ?                      |
|             | البنك الدولي للإنشاء والتعمير             | 25 أبريل 1958       | 31 أغسطس 1961          |
|             | المنظمة الهيدروغرافية الدولية             | ?                   | ?                      |
|             | الاتحاد الدولي للاتصالات                  | 1 نوفمبر 1956       | 3 يونيو 1878           |
|             | منظمة حظر الأسلحة الكيميائية              | ?                   | ?                      |
|             | مؤسسة التمويل الدولية                     | 30 أغسطس 1962       | 31 أغسطس 1961          |
|             | المركز الدولي لتسوية المنازعات الاستشارية | 10 يونيو 1967       | 2 مايو 1980            |
|             | منظمة التجارة العالمية                    | 1995                | ?                      |
|             | منظمة الشرطة الجنائية الدولية             | ?                   | ?                      |

## وصلات خارجية
- موقع وزارة الخارجية المغربية
- موقع وزارة الخارجية النيوزيلندية